# Antoni Hendel
Antoni Hendel (ur. zapewne 1786 (chrzest 3 VI 1786 w kościele św. Krzyża)  w Krakowie jako syn Piotra i Barbary z Łakomskich, zm. 20 października 1839 w Luboli) – major wojska polskiego, odznaczony Orderem Virtuti Militari.

## Życiorys
Przebieg służby:
14 kwietnia 1807 szwoleżer 5 kompanii, 1 sierpnia 1808 wachmistrz, 17 lutego 1811 podporucznik sztabu, przeniesiony do 7 Pułku Szwolożerów-Lansjerów, nie przyjął służby. 6 kwietnia 1811 porucznik 7 Pułku Szwoleżerów-Lansjerów, potem kapitan, odbył kampanie 1808–1814. W 1815 przeniesiony na reformę. Uczestnik powstania listopadowego, kapitan, adiutant sztabu korpusu jazdy. 21 marca 1831 awansowany na stopień majora został adiutantem polowym generała Umińskiego.
Odznaczenia:
Krzyż Kawalerski Legii Honorowej (17 stycznia 1814), Krzyż Złoty Orderu Virtuti Militari (nr 1204 z 25 maja 1831).
Z małżeństwa z Barbarą z Rydzyńskich herbu Wierzbna miał córki Hortensję i Olimpię oraz dwóch synów zmarłych w dzieciństwie. Dziedzic Tarchalina i Luboli, gdzie zmarł 20 października 1839. Spoczywa na cmentarzu parafialnym w Brodni.

## Galeria

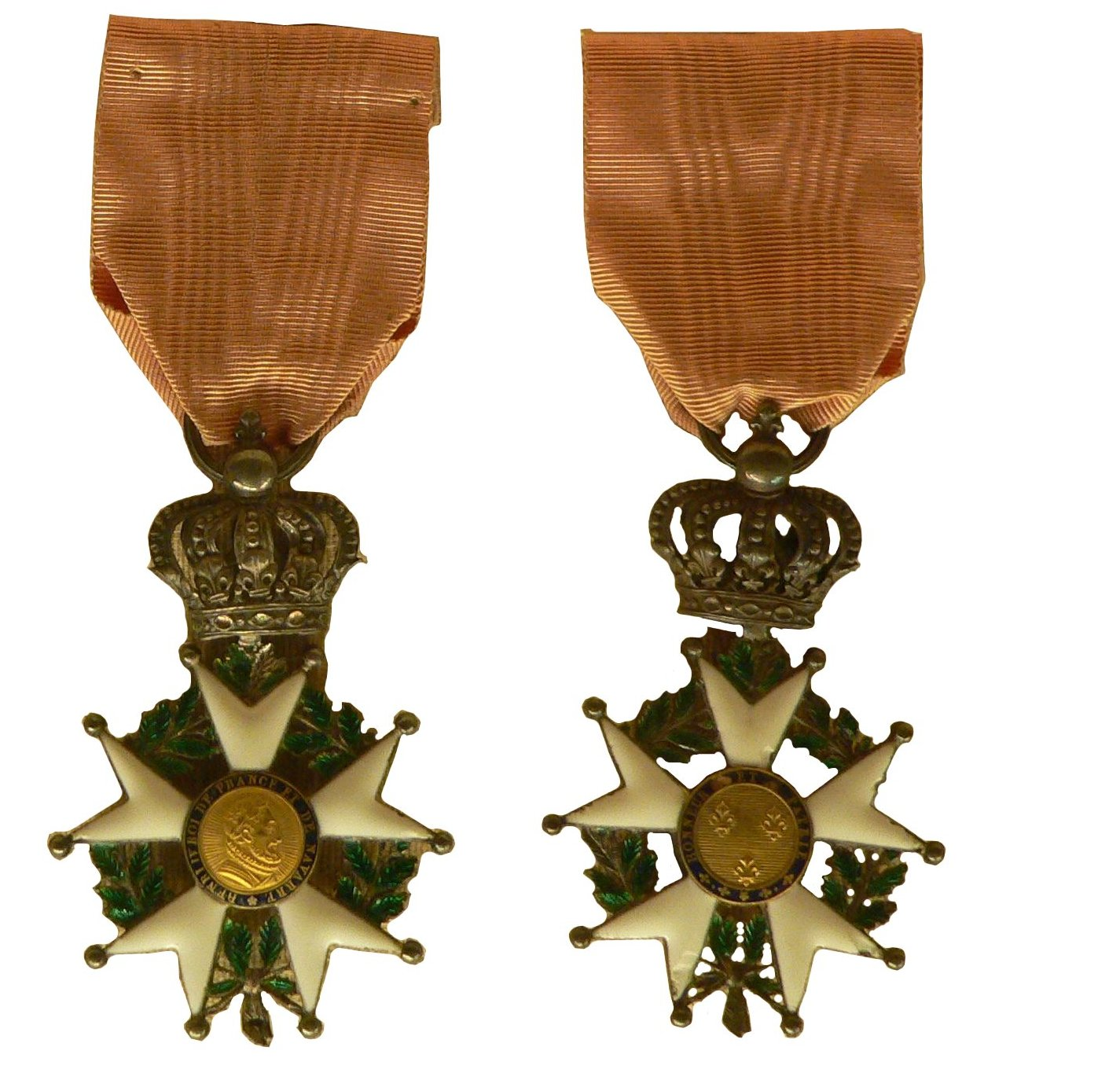
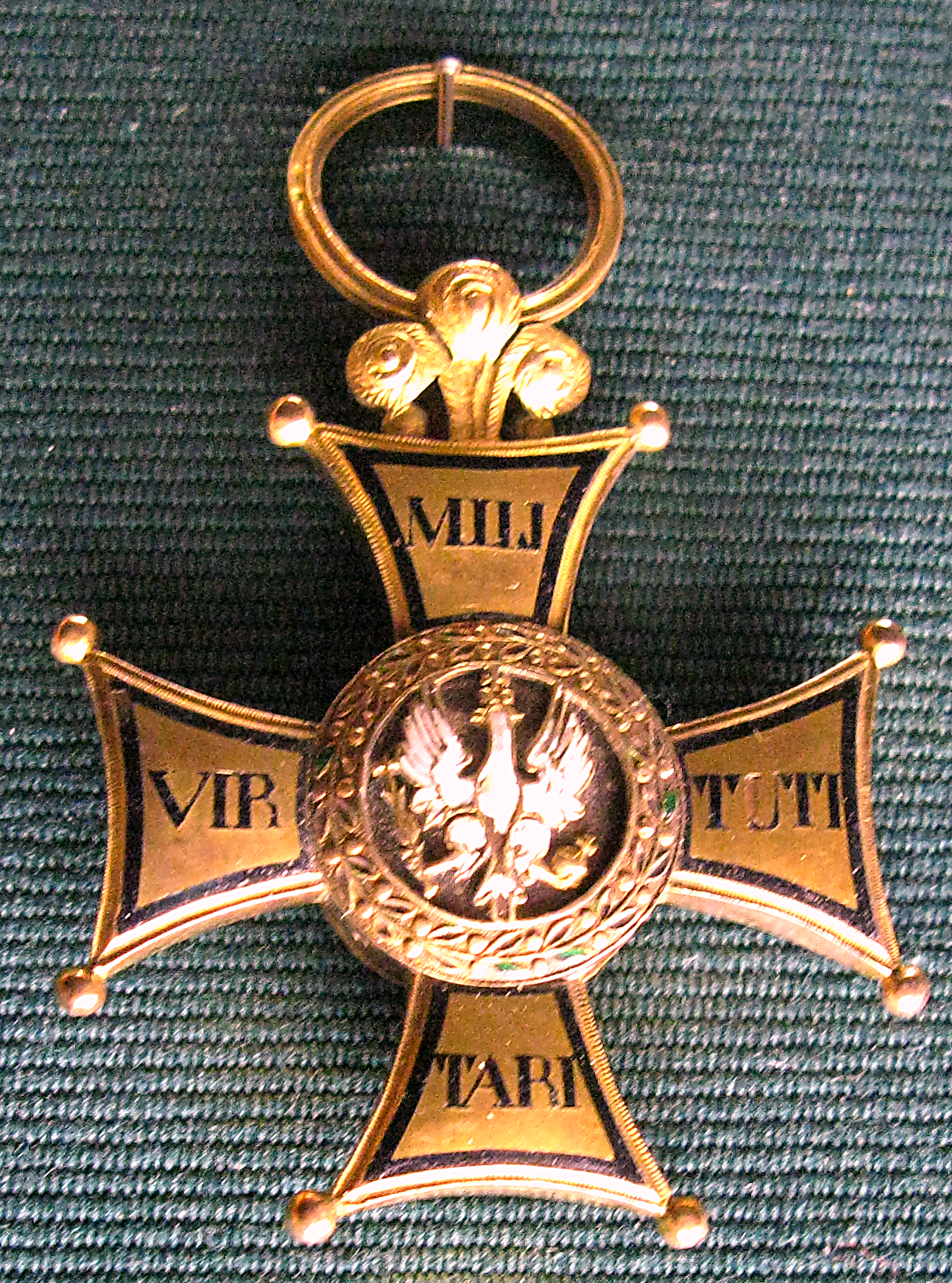
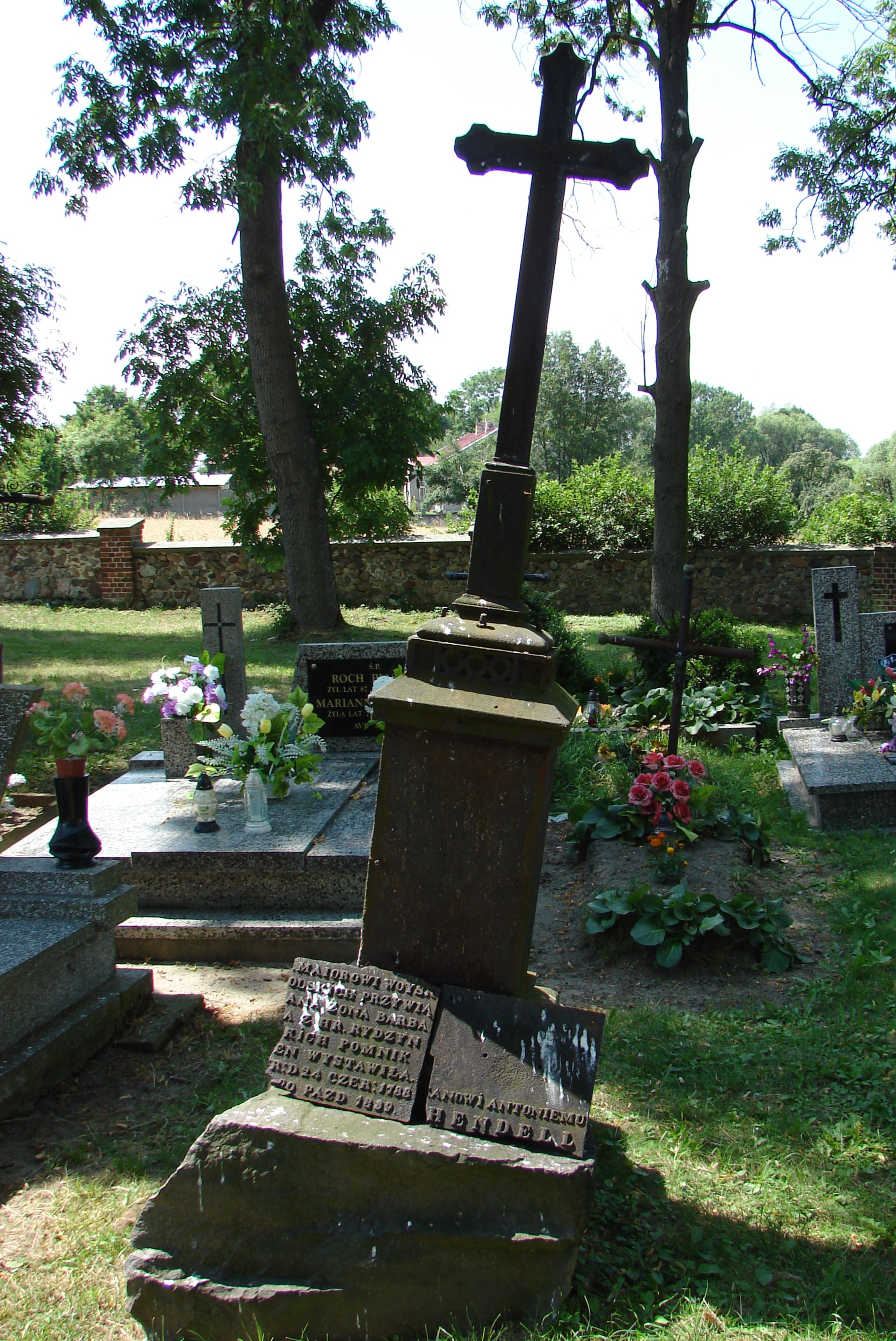
Cmentarz w Brodni